# (33221) Raqueljacobson
1998 FS111 (asteroide 33221) é um asteroide da cintura principal. Possui uma excentricidade de 0.18126070 e uma inclinação de 4.94144º.
Este asteroide foi descoberto no dia 31 de março de 1998 por LINEAR em Socorro.